# Cèl·lules SaOS-2
Cèl·lules SaOS-2 (de l'anglès "Sarcoma osteogenic") és una línia cel·lular derivada de l'osteosarcoma primari d'una nena caucàsica d'11 anys. Es va obtenir l'any 1973 per Fogh et al. La línia cel·lular s'utilitza habitualment en la investigació del càncer d'os com a model per provar noves teràpies.
El 1987 Rodan et al. va determinar que les cèl·lules Saos-2 "posseeixen diverses característiques osteoblàstiques i podrien ser útils com a línia permanent de cèl·lules semblants als osteoblasts humans i com a font de molècules relacionades amb els ossos".
A banda de ser fàcilment disponibles a nivell mundial, alguns dels avantatges d'utilitzar la línia cel·lular Saos-2 són l'existència de dades de caracterització ben documentades, la possibilitat d'obtenir-ne grans quantitats en poc temps i el fet que les cèl·lules Saos-2 es poden diferenciar completament tal com ho fan les cèl·lules osteoblàstiques de manera natural. Aquest últim punt es descriu particularment com "la capacitat de les cèl·lules Saos-2 per dipositar una matriu extracel·lular competent en mineralització", que fa d'aquestes cèl·lules un model valuós per estudiar esdeveniments associats a l'etapa tardana de diferenciació osteoblàstica en cèl·lules humanes.